# Sommet de la Ligue arabe de 2017
 (mai 2020).
Si vous disposez d'ouvrages ou d'articles de référence ou si vous connaissez des sites web de qualité traitant du thème abordé ici, merci de compléter l'article en donnant les références utiles à sa vérifiabilité et en les liant à la section « Notes et références ».

Drapeau de la Ligue arabe

Le 28e sommet de la Ligue arabe s'est tenu le 29 mars 2017 à proximité de la mer morte en Jordanie, sous l'égide du secrétaire général de l'organisation Ahmed Aboul Gheit.

## Pays présents

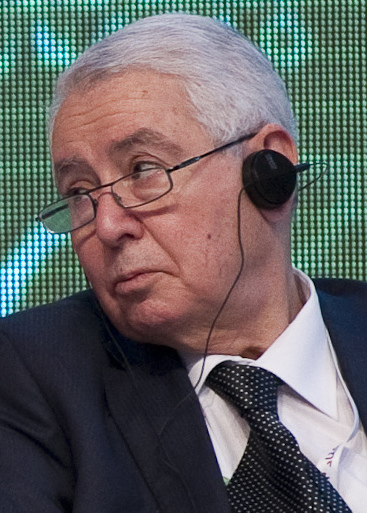
Algérie Abdelkader Bensalah, président de la chambre haute
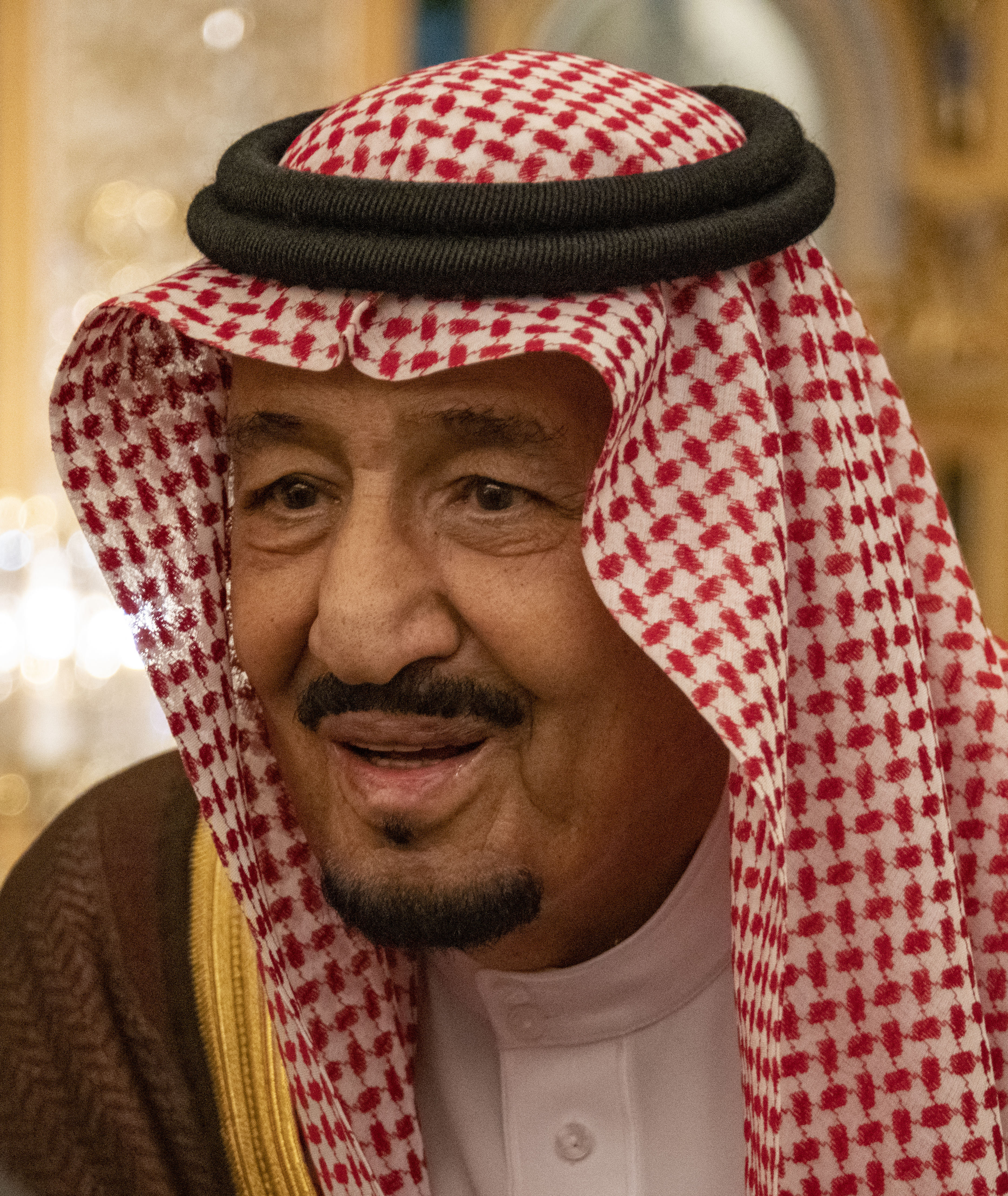
Arabie saoudite Salmane ben Abdelaziz Al Saoud, roi
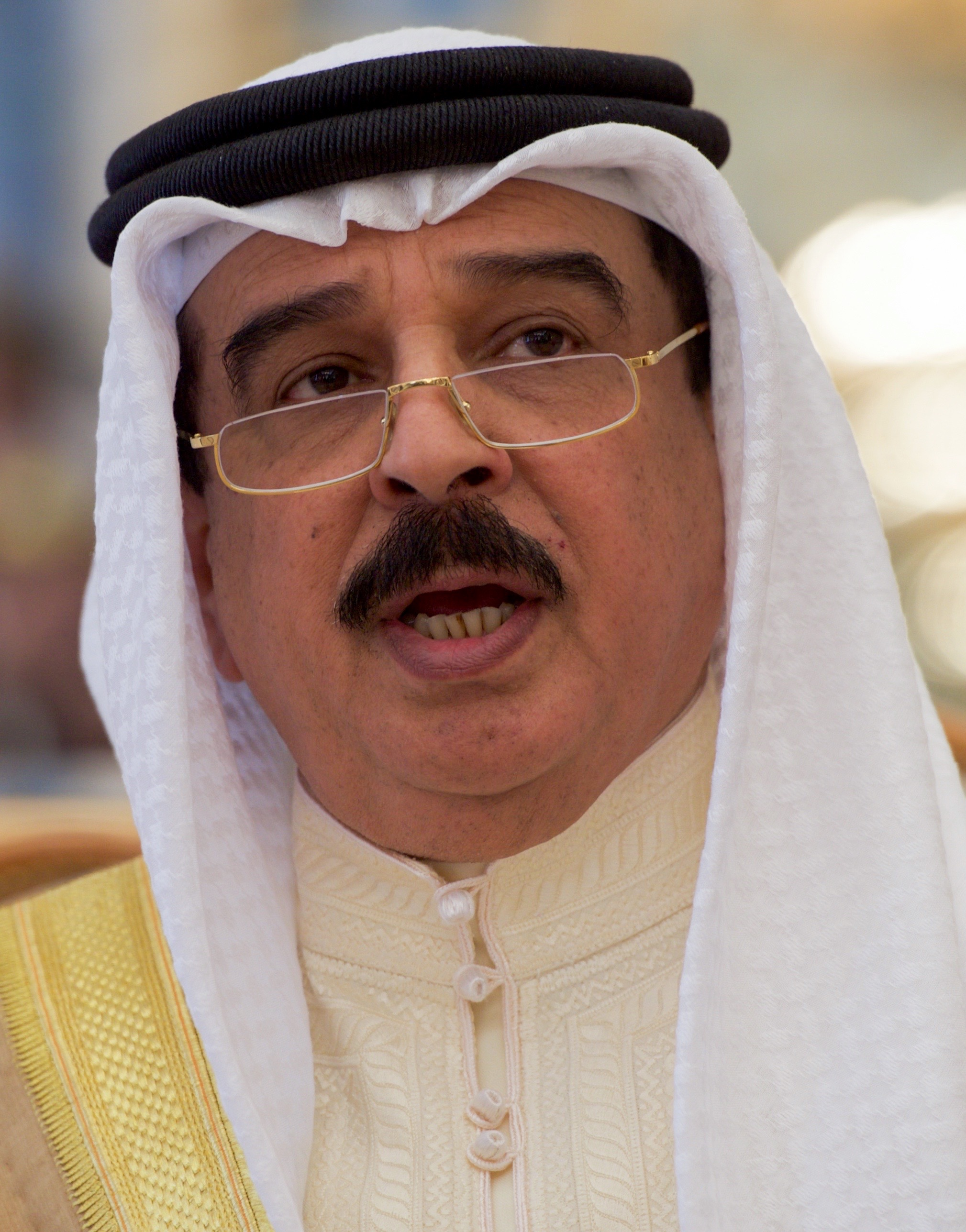
Bahreïn Hamed ben Issa Al Khalifa, roi
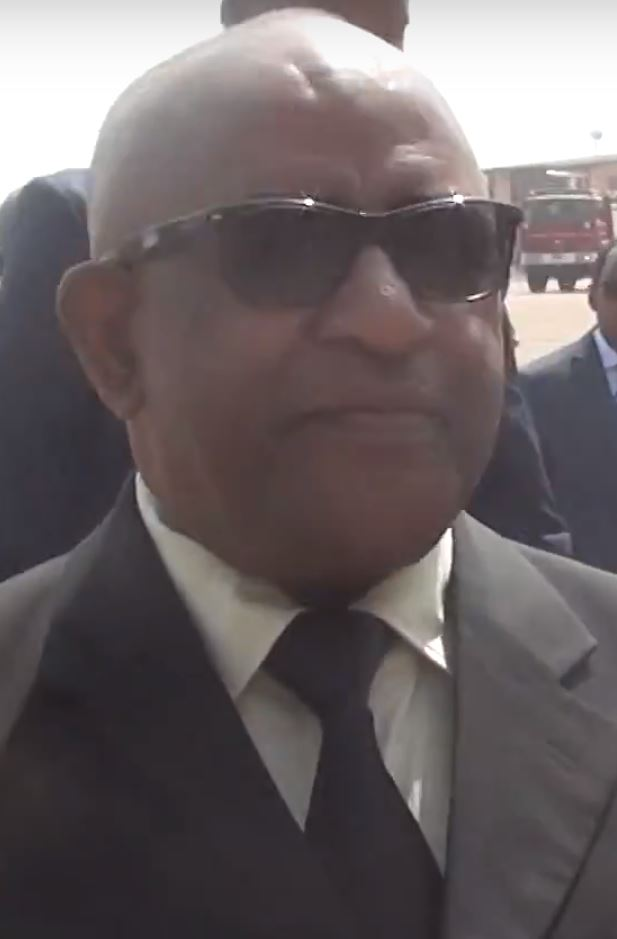
Comores Azali Assoumani, président
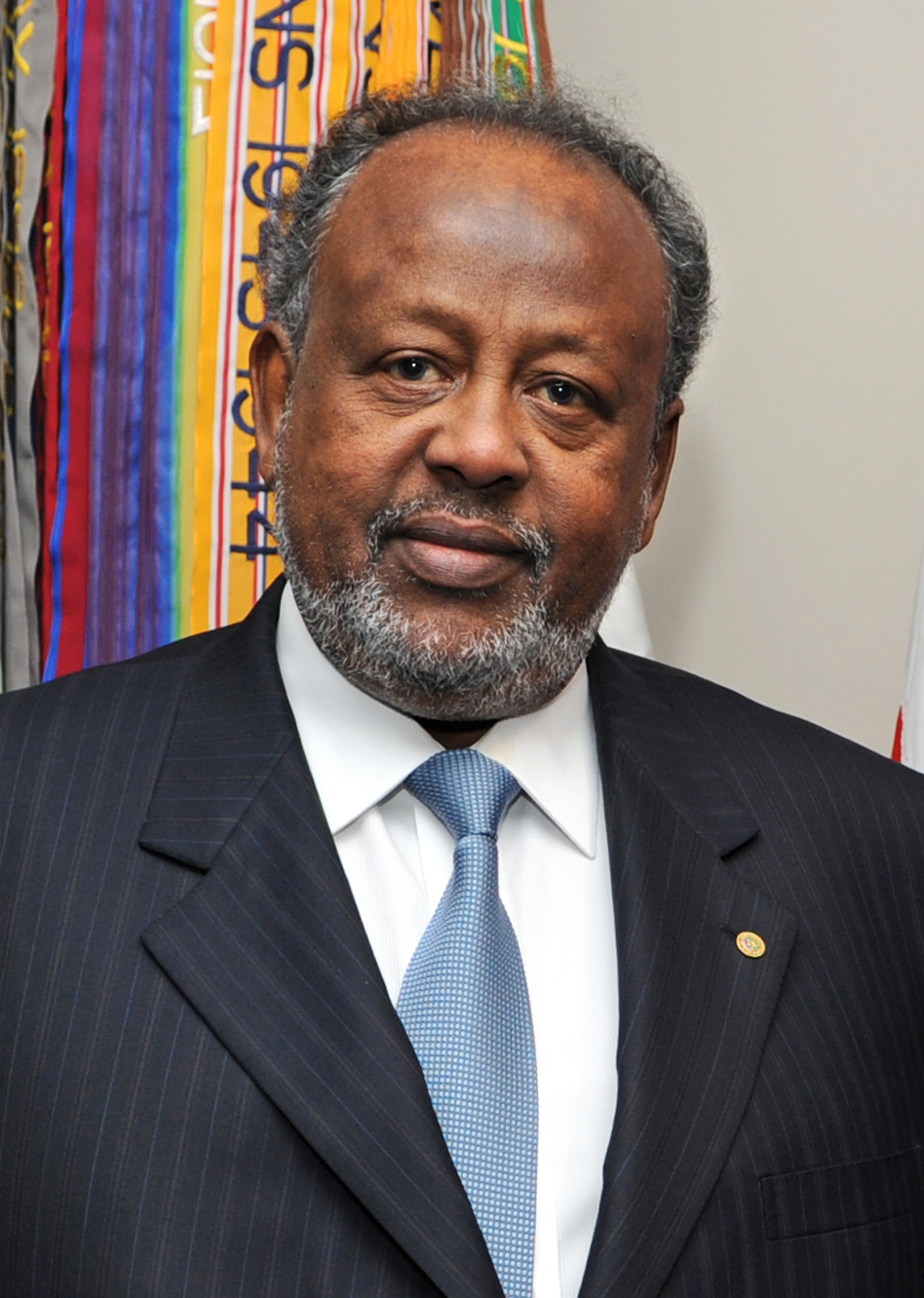
Djibouti Ismaïl Omar Guelleh, président
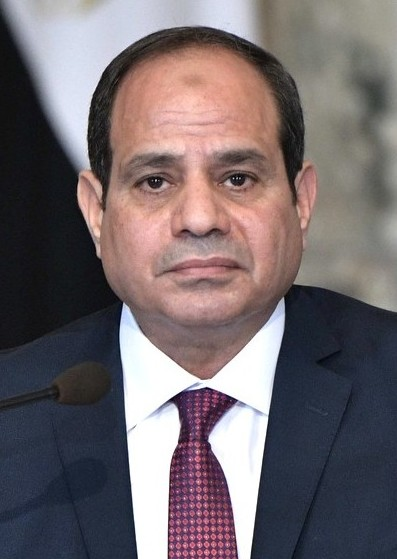
Égypte Abdel Fattah al-Sissi, président
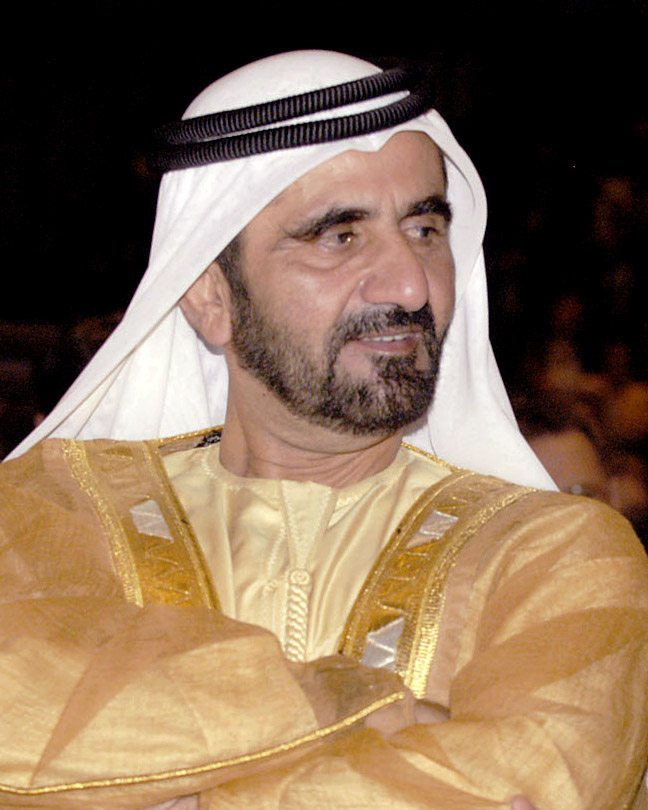
Émirats arabes unis Mohammed ben Rachid Al Maktoum, premier ministre
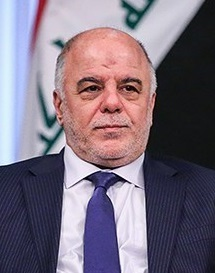
Irak Haïder al-Abadi, premier ministre
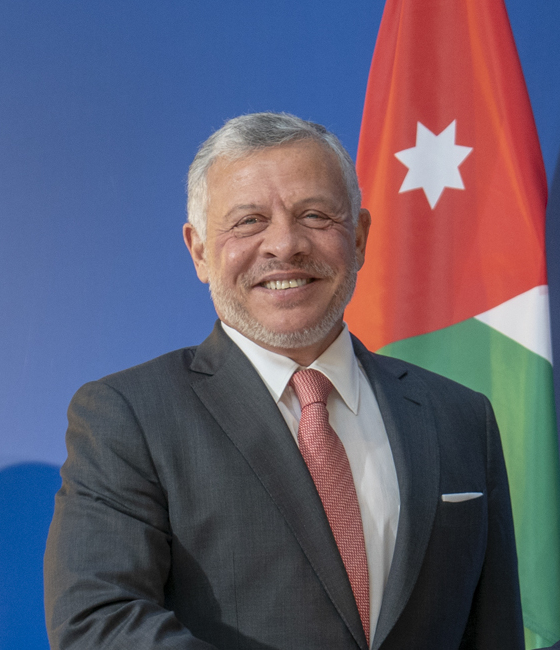
Jordanie Abdallah II, roi (hôte)
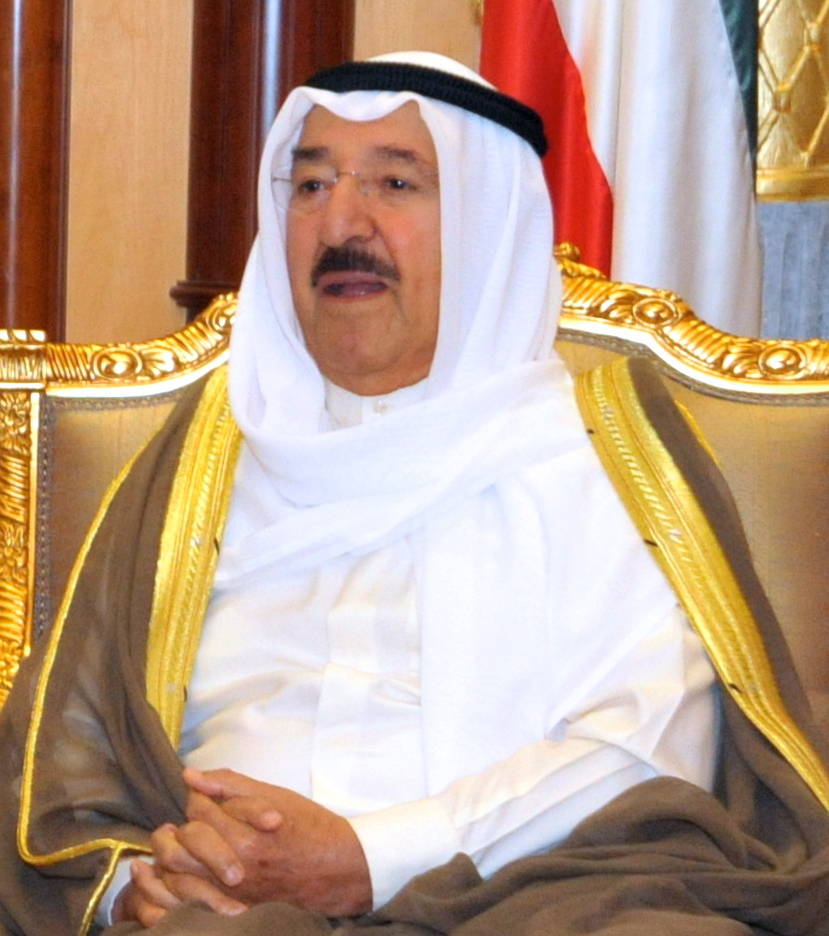
Koweït Sabah al-Ahmad al-Jabir al-Sabah, émir
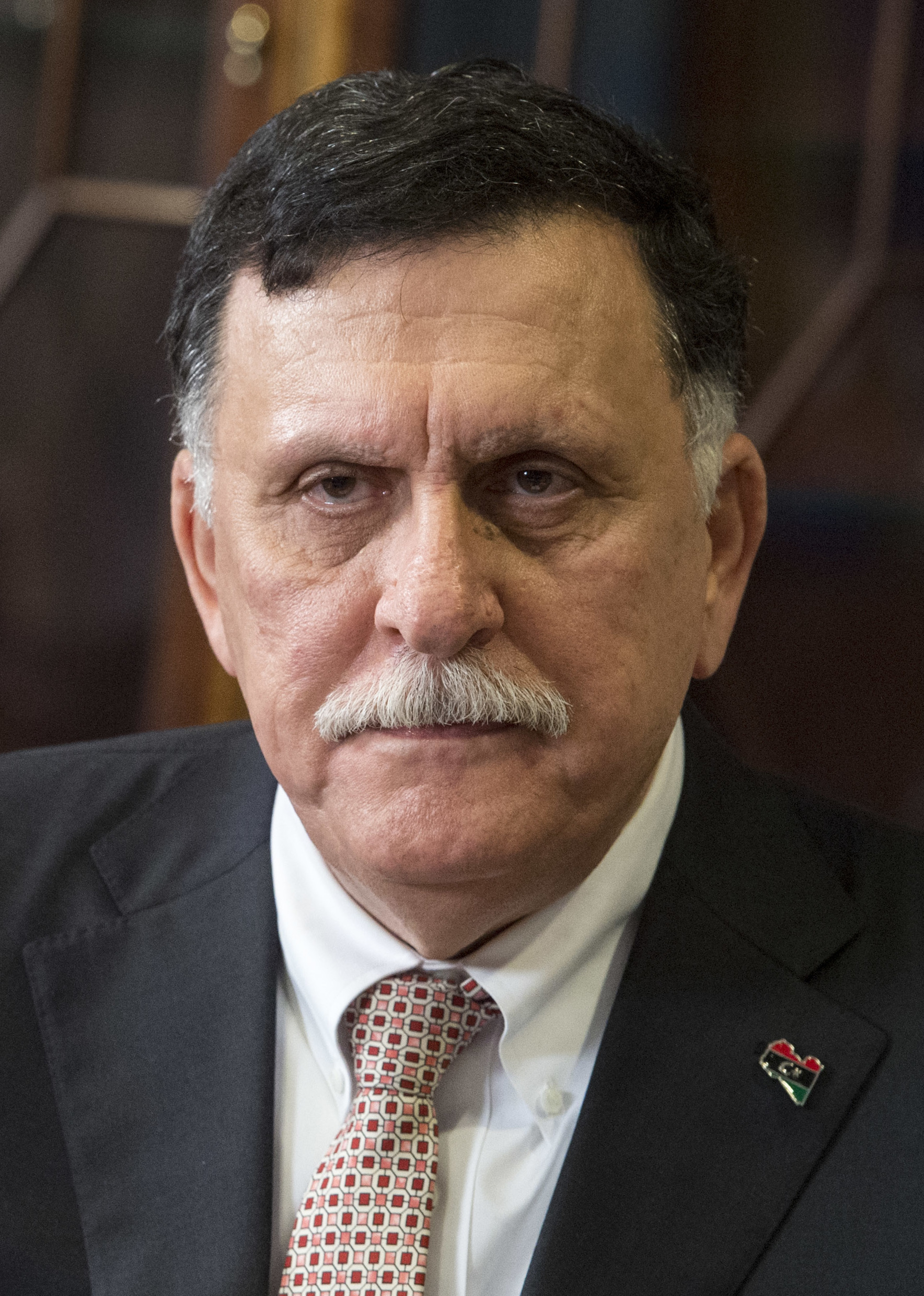
Libye Fayez el-Sarraj, président
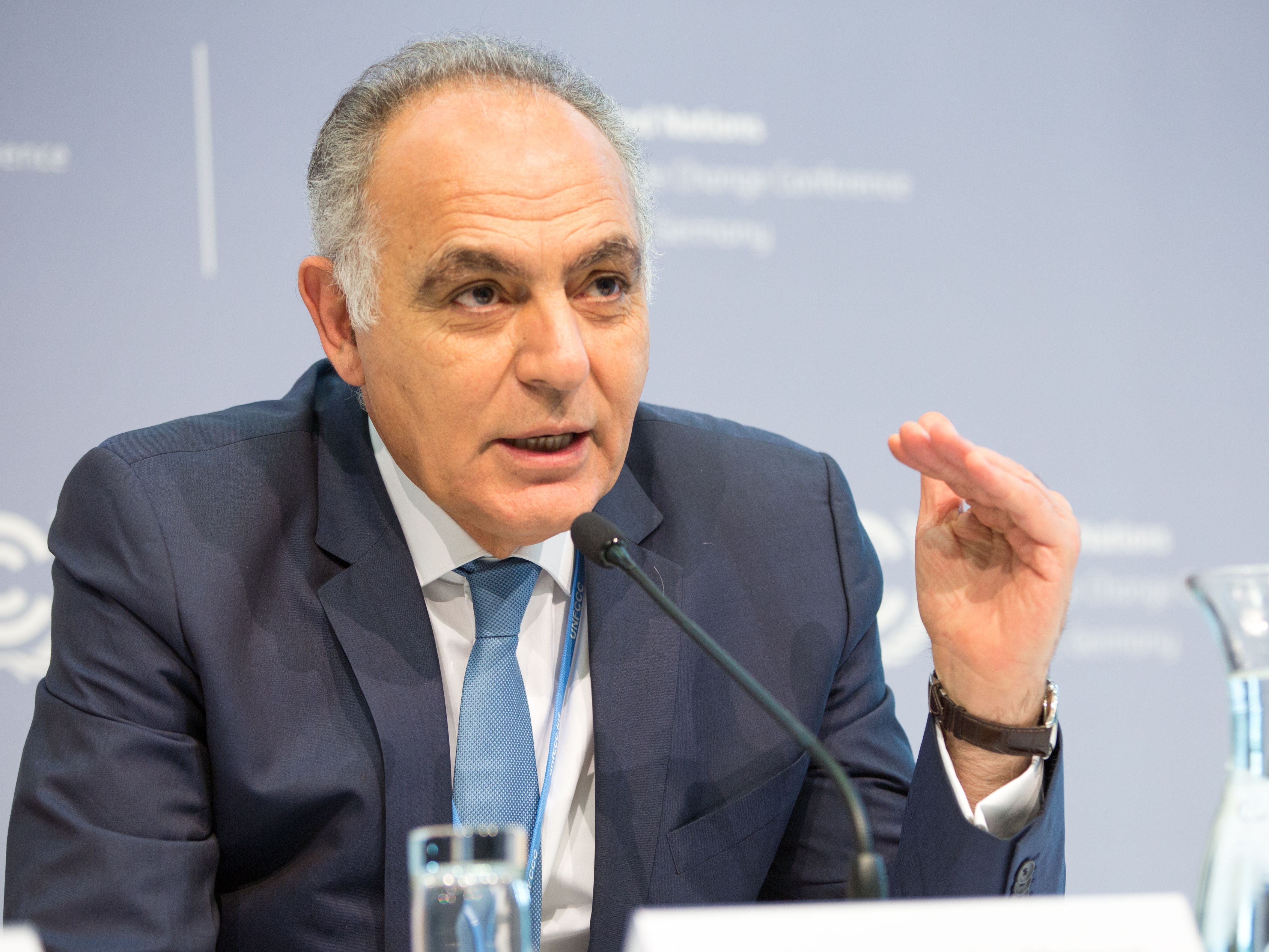
Maroc Salaheddine Mezouar, ministre des affaires étrangères
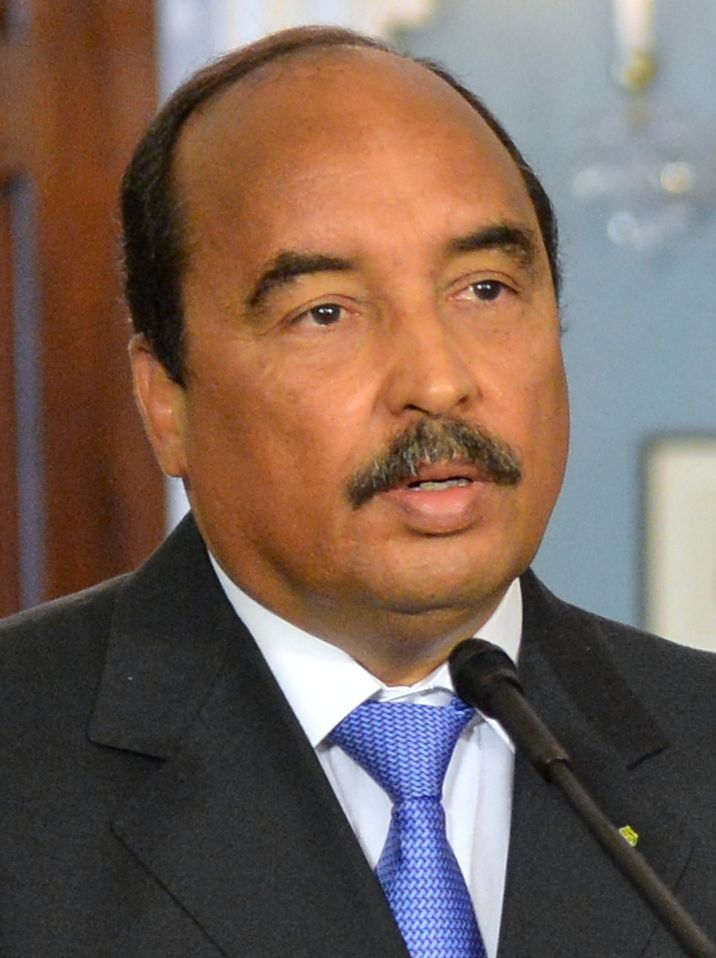
Mauritanie Mohamed Ould Abdel Aziz, président
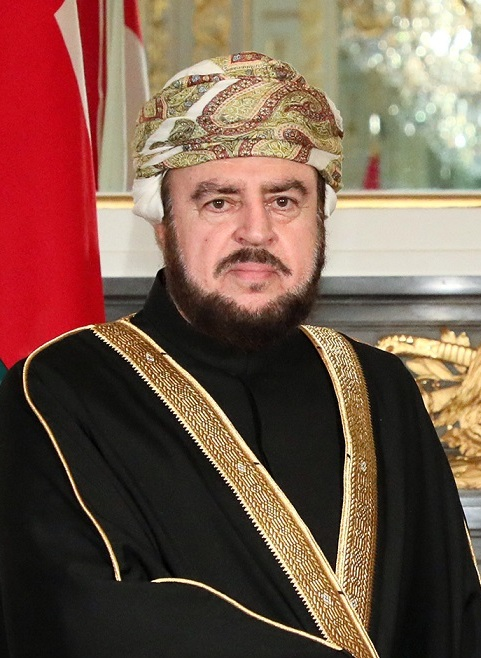
Oman Asa'ad bin Tariq bin Taimur al Said, représentant personnel du sultan
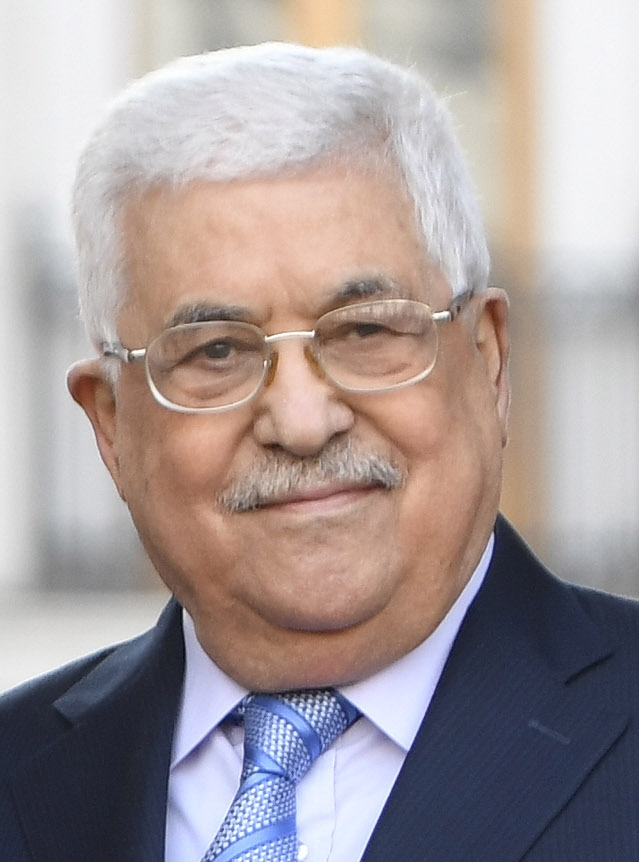
Palestine Mahmoud Abbas, président
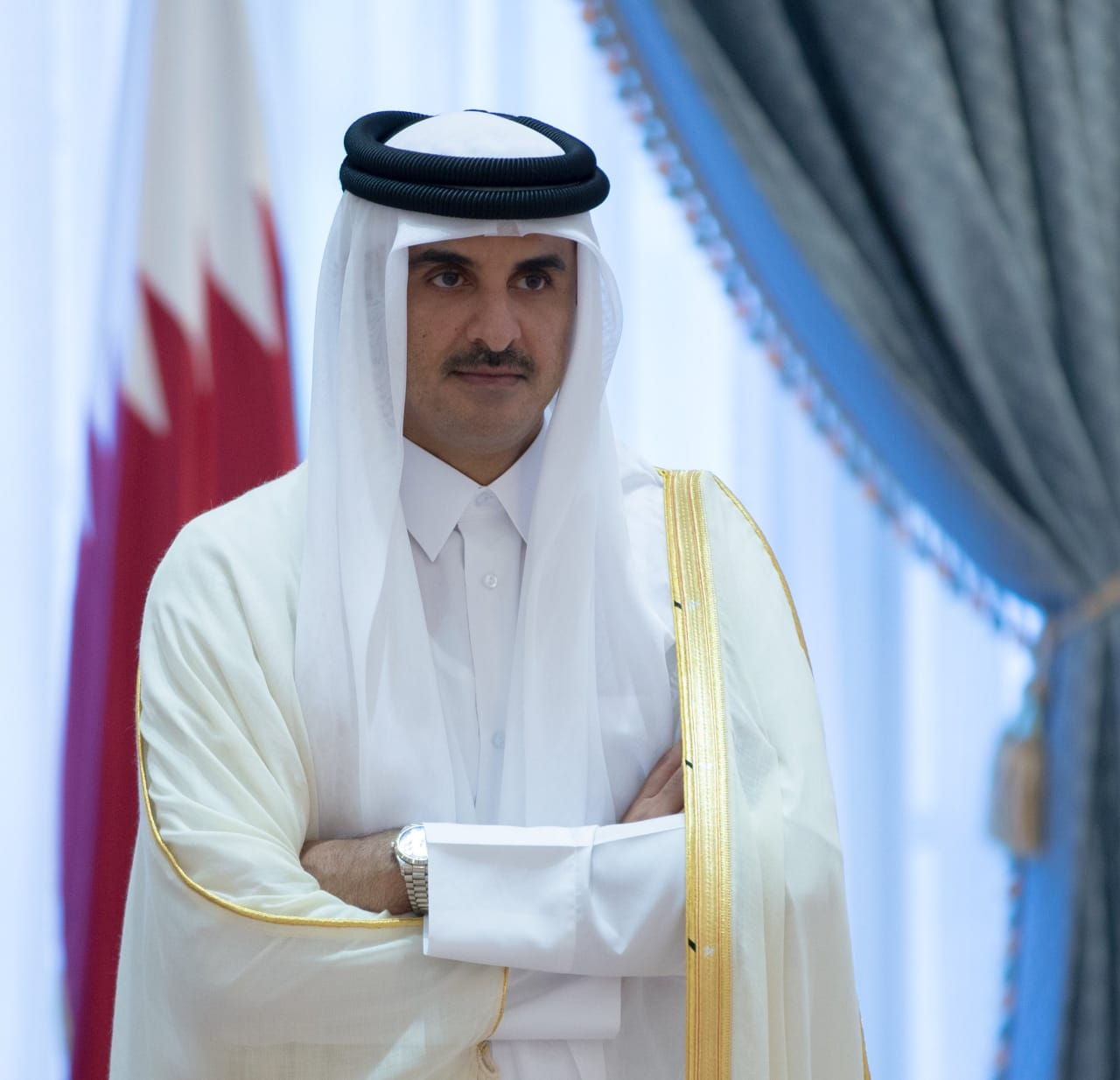
Qatar Tamim ben Hamad Al Thani, émir
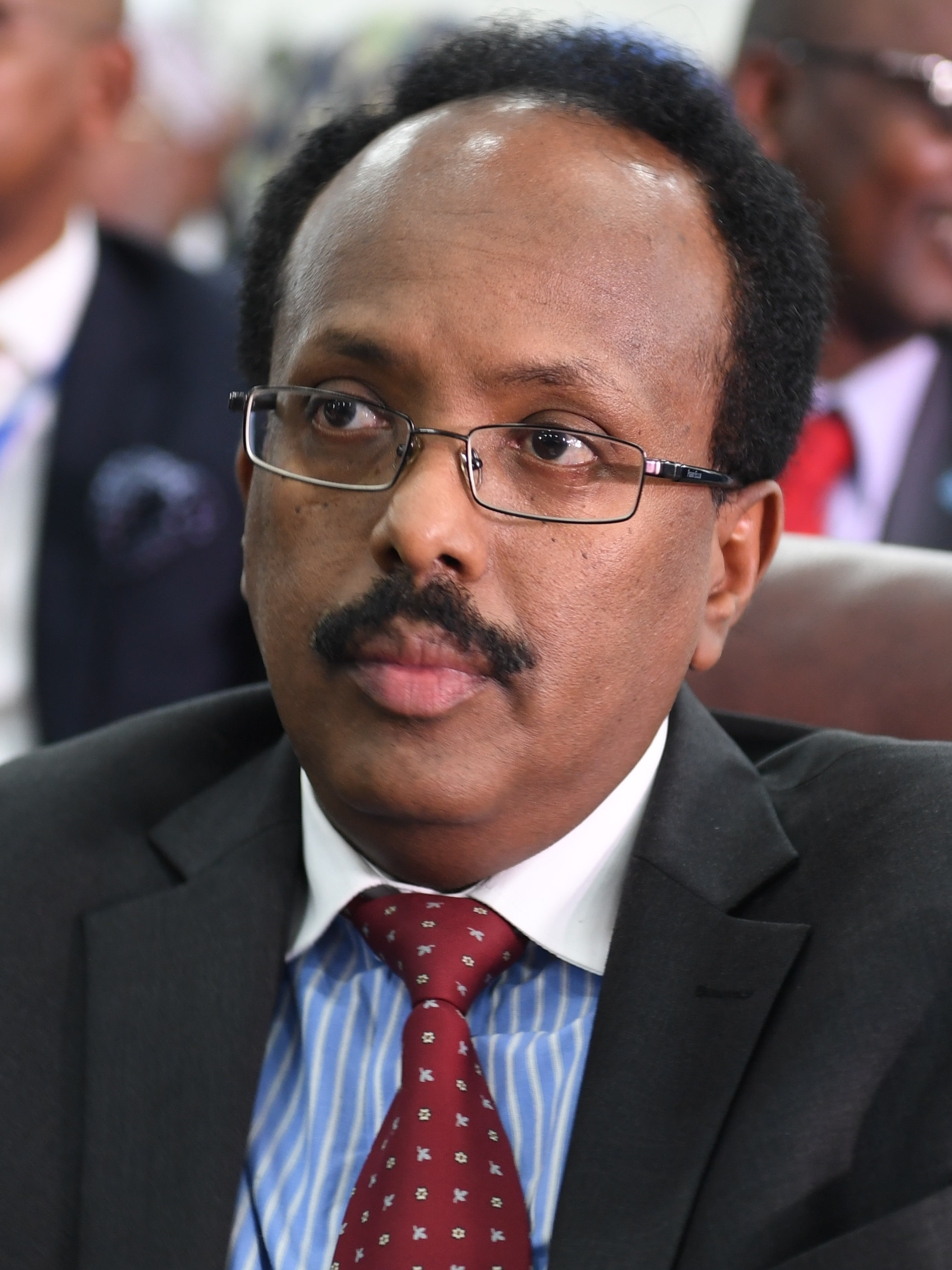
Somalie Mohamed Abdullahi Mohamed, président
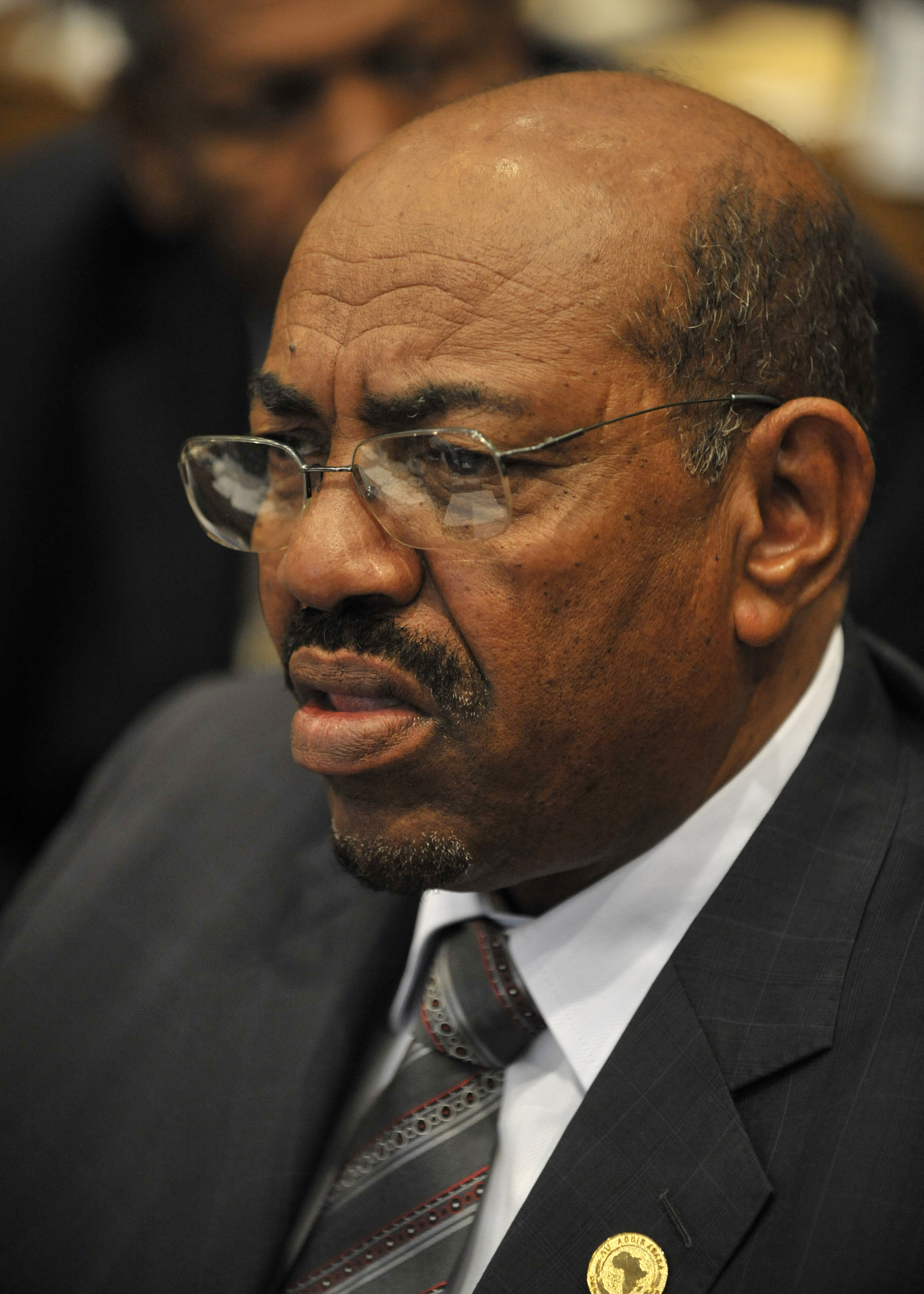
Soudan Omar el-Bechir, président
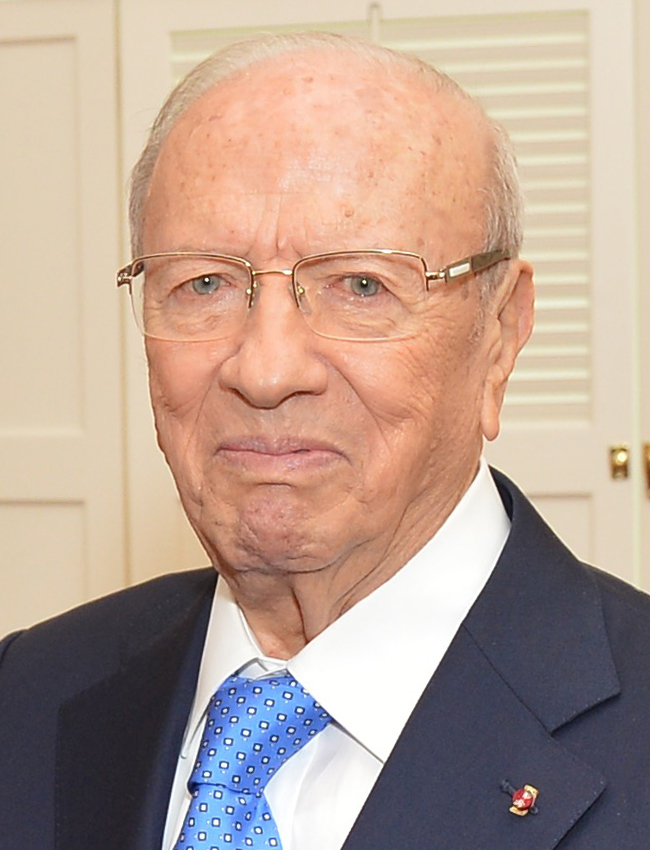
Tunisie Béji Caïd Essebsi, président
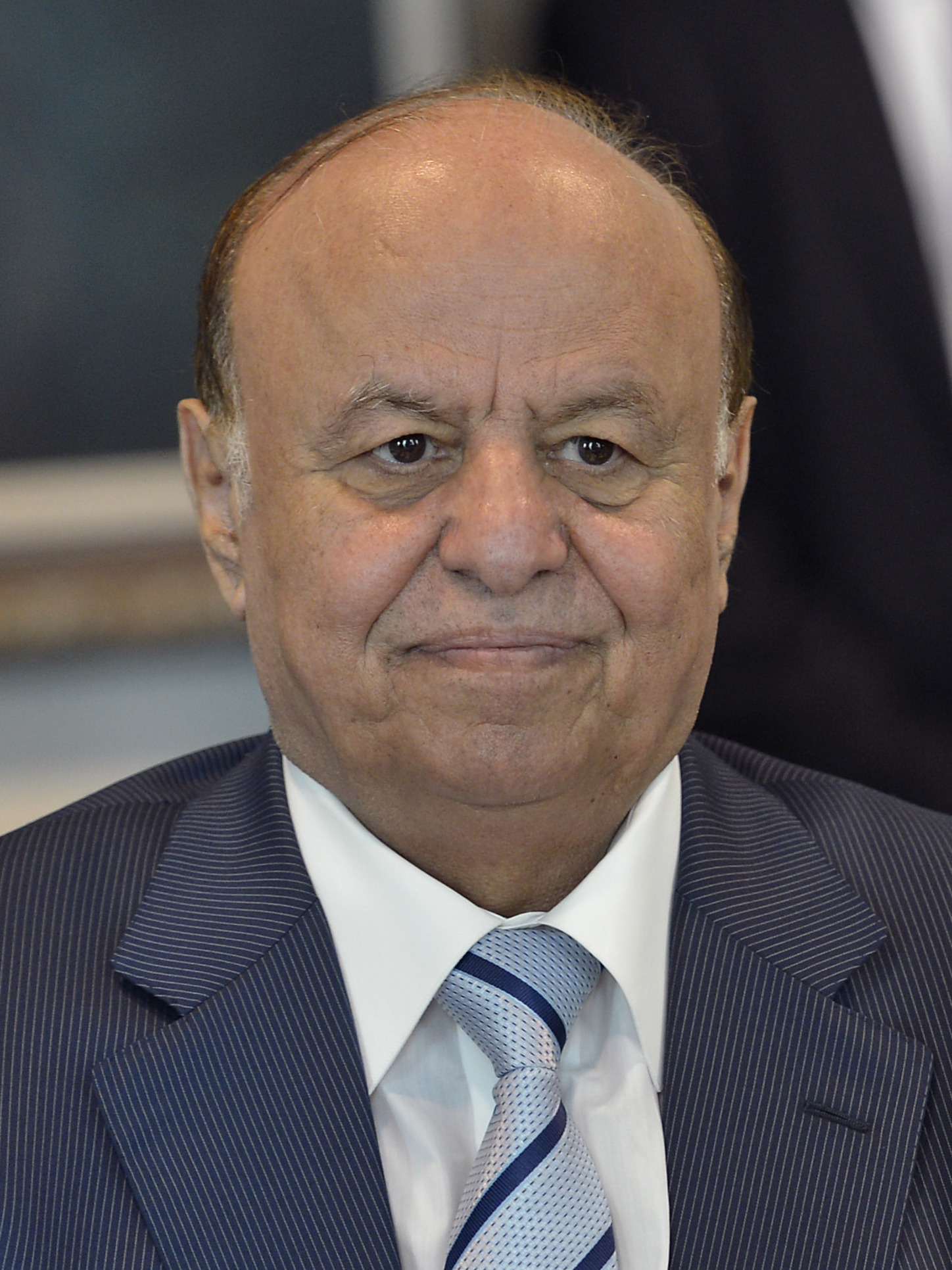
Yémen Abdrabbo Mansour Hadi, président

## Conclusions
Les conclusions de ce sommet comportent les points suivants :
- Soutien de toute tentative de paix dans le conflit israélo-palestinien à condition que soit crée un état palestinien aux côtés d’Israël.
- Condamnation des décisions unilatérales d'Israël concernant le statut de Jérusalem et incitation des autres pays du monde à ne pas déplacer leur ambassade israélienne à Jérusalem.
- Soutien d'une solution politique à la crise syrienne plutôt qu'une solution militaire. Soutien des initiatives comme celle de Genève ou d'Astana.
- Soutien d'une solution politique à la crise libyenne.
- Soutien du gouvernement en place au Yémen ainsi que la résolution 2216 du conseil de sécurité de l'ONU qui interdit d'armer les rebelles Houthis.
- Engagement à lutter contre le terrorisme et à éliminer ses causes pour protéger les peuples arabes et lutte face au phénomène croissant de l'islamophobie.
- Condamnation des violences à l'égard des Rohingyas en Birmanie.
- Nécessité de créer une zone de libre-échange économique arabe et de progresser sur la question des droits de l'homme.
- Nécessité de créer des bonnes relations avec les pays voisins des pays arabes et de rejeter toute tentative d'ingérence extérieure.